# Philip Øgaard
Philip Remi Øgaard, född 6 april 1948, är en norsk filmfotograf.
Sedan debuten 1985 har Øgaard medverkat i ett trettiotal produktioner och nåt erkännande som en av Norges främsta filmfotografer. Han har ofta samarbetat med regissörerna Martin Asphaug, Bent Hamer och Hans Petter Moland. Øgaard har belönats med flera priser, däribland en Guldbagge 1999 i kategorin Bästa foto för Glasblåsarns barn.